# Trenul merge spre răsărit
Trenul merge spre răsărit (titlul original: în rusă Поезд идёт на восток, transliterat: Poezd idiot na vostok)  este un film de comedie sovietic, realizat în 1948 de regizorul Iuli Raizman,  protagoniști fiind actorii Lidia Dranovskaia, Leonid Gallis, Maria Iaroțkaia.

## Conținut
În seara zilei de 9 mai 1945, când mii de oameni au sărbătorit  Ziua Victoriei în piețele și străzile din Moscova, trenul spre Vladivostok a plecat din Gara de Nord. O tânără absolventă a Academiei de Agronomie, Zina Sokolova, și un ofițer naval, Lavrentiev din Leningrad, s-au întâlnit într-un compartiment al trenului. La început, cei doi nu se plac, dar în una din stații pierd trenul și ajung în diferite situații amuzante. În timpul călătoriei forțate pe care au făcut-o amândoi, tinerii s-au îndrăgostit unul de celălalt.

## Distribuție
- Lidia Dranovskaia – Zinaida Sokolova
- Leonid Gallis – Lavrentev
- Maria Iaroțkaia – Maria Zakharova
- Mihail Vorobliov – Boris Berezin
- Konstantin Sorokin – șeful de tren
- Vladimir Liubimov – directorul fabricii
- Vladimir Lepko – crainicul stației
- Andrei Petrov – Goncearenko
- Alexandr Hvîlia – Matvey Ivanovici
- Vladimir Dorofeiev – unchiul Egor
- Mariya Andrianova – Praskovia Stepanovna
- Valentina Teleghina – Pașa
- Vladimir Belokurov – ofițerul